# 李伯康 (1927年)
李伯康（1927年9月1日—2022年2月24日），男，浙江富阳人，生于杭州，中华人民共和国政治人物，曾任中共北京市委统战部部长，北京市政协副主席，第七、八届全国政协委员。

## 生平
1946年秋由天津工商学院转入燕京大学新闻系，先后参加了文学研究会、高唱队、燕京新诗社、海燕剧团、十二月社（美术）等学生社团。后一度担任《燕京新闻》副刊主编。1948年加入中国共产党。1949年3月，市青委抽调30名燕京、清华文艺社团同学作骨干（其中燕京同学22人）组建了北平市青年文工团，李伯康被任命为团长。1949年后，历任中国新民主主义青年团北京市委员会部长，《北京青年报》总编辑，中共北京市委宣传部副部长等职。1984年8月任中共北京市委统战部部长。1985年3月至1993年2月，任北京市政协副主席。1993年3月至1998年3月，任北京市政协党组副书记、顾问、北京社会主义学院院长。2000年9月离休。2022年2月24日逝世。